# Preußischer Einmarsch in Holland

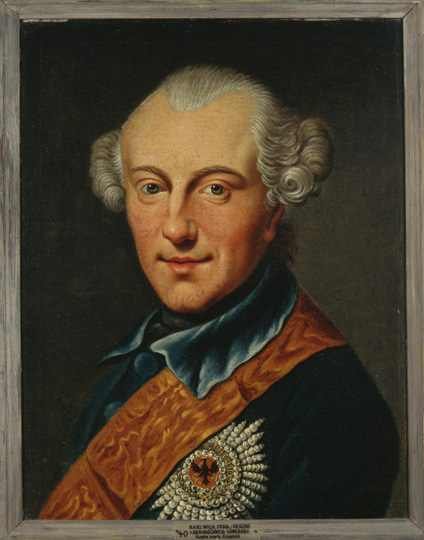
Der preußische Feldmarschall und Herzog von Braunschweig: Karl Wilhelm Ferdinand

Der preußische Einmarsch in Holland war eine militärische Intervention Preußens in der Republik der Vereinigten Niederlande in September 1787 unter der Führung von Karl Wilhelm Ferdinand von Braunschweig-Wolfenbüttel und hatte als Ziel die Entmachtung der Patriotten und Entwaffnung der Freikorps sowie die Wiedereinsetzung Wilhelms V. als Erbstatthalter. Der unmittelbare Anlass war die Verhaftung seiner Gemahlin Wilhelmina von Preußen auf dem Weg nach Den Haag am 28. Juni 1787 in Goejanverwellesluis.
Die Holländer entschieden sich nicht dazu, ihre Häuser und ihre Feinde gleichzeitig zu überfluten, indem sie die Deiche öffneten. Die Verteidigung gegen ein Heer von 18.000 Soldaten scheiterte.

## Vorgeschichte

### Ursachen

#### Spannungen zwischen Statthalter und Regenten

Die Vereinigten Niederlande zwischen 1715 and 1785

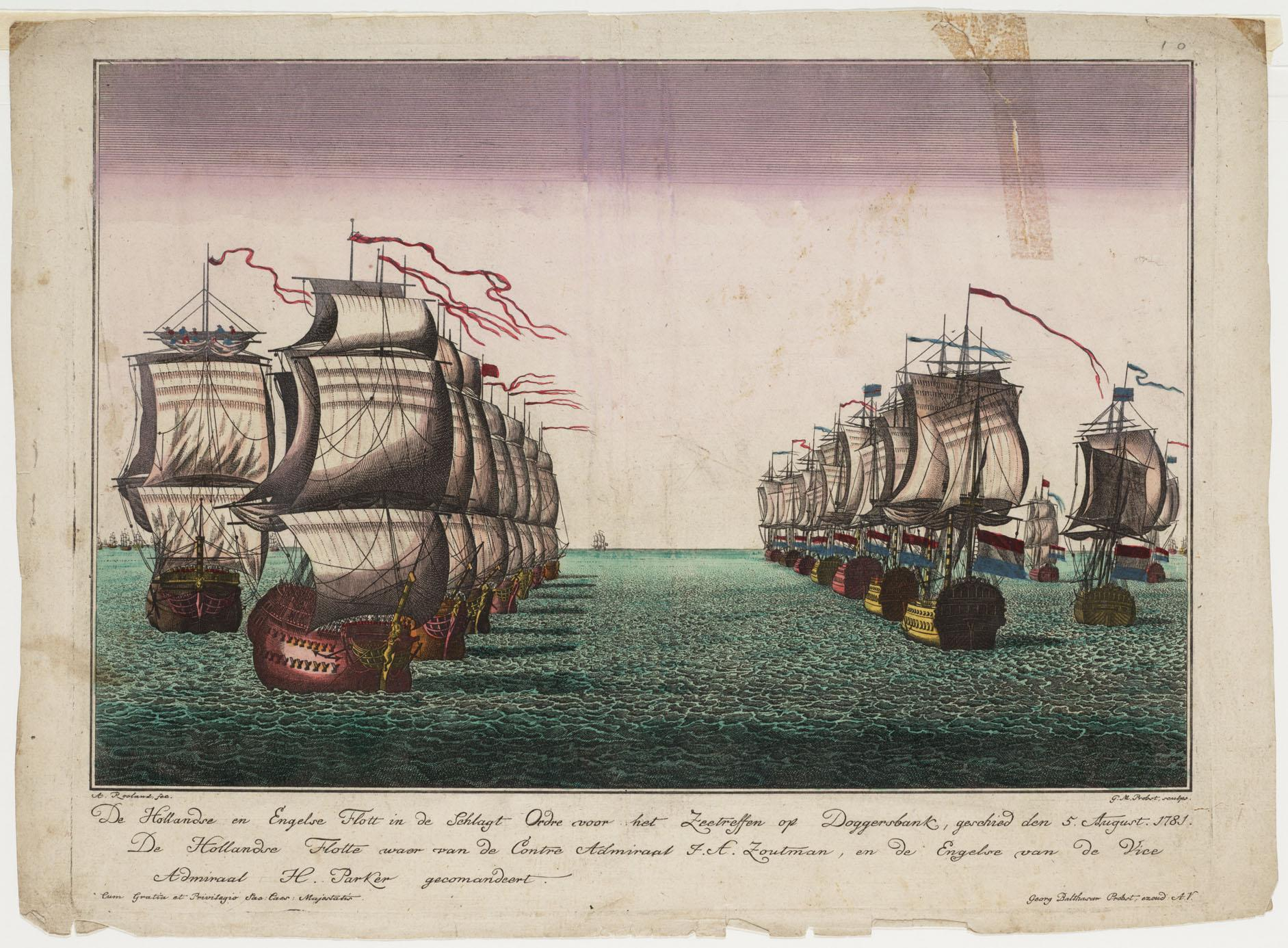
Schlacht auf der Doggerbank im Vierten Englisch-Niederländischen Krieg

Die Republik der Vereinigten Niederlande wurde Ende des 18. Jahrhunderts von großen innenpolitischen Spannungen geprägt: Der Amerikanische Unabhängigkeitskrieg (1775 bis 1783) drohte das Land zu spalten. Der Statthalter Wilhelm V., ein Enkel Georgs II., stand auf der Seite des britischen Monarchen, den er im Recht sah, die Rebellion in den Dreizehn Kolonien niederzuschlagen. Die sogenannten Regenten, die städtische Führungsschicht, ergriffen dagegen Partei für die amerikanischen Kolonien; von der karibischen Insel Sint Eustatius aus lieferten sie Waffen und Munition an die Unabhängigkeitsbewegung, die mit dem Königreich Frankreich, Großbritanniens Erzrivalen, verbündet war. Dies und der 1780 formulierte Vertrag zwischen amerikanischen und niederländischen Republikanern provozierte das Königreich Großbritannien, den Vereinigten Niederlande im Dezember 1780 den Krieg zu erklären. Damit begann der sogenannte Vierte Englisch-Niederländische Krieg (1780 bis 1784).

#### Folgen des Vierten Englisch-Niederländischen Krieges

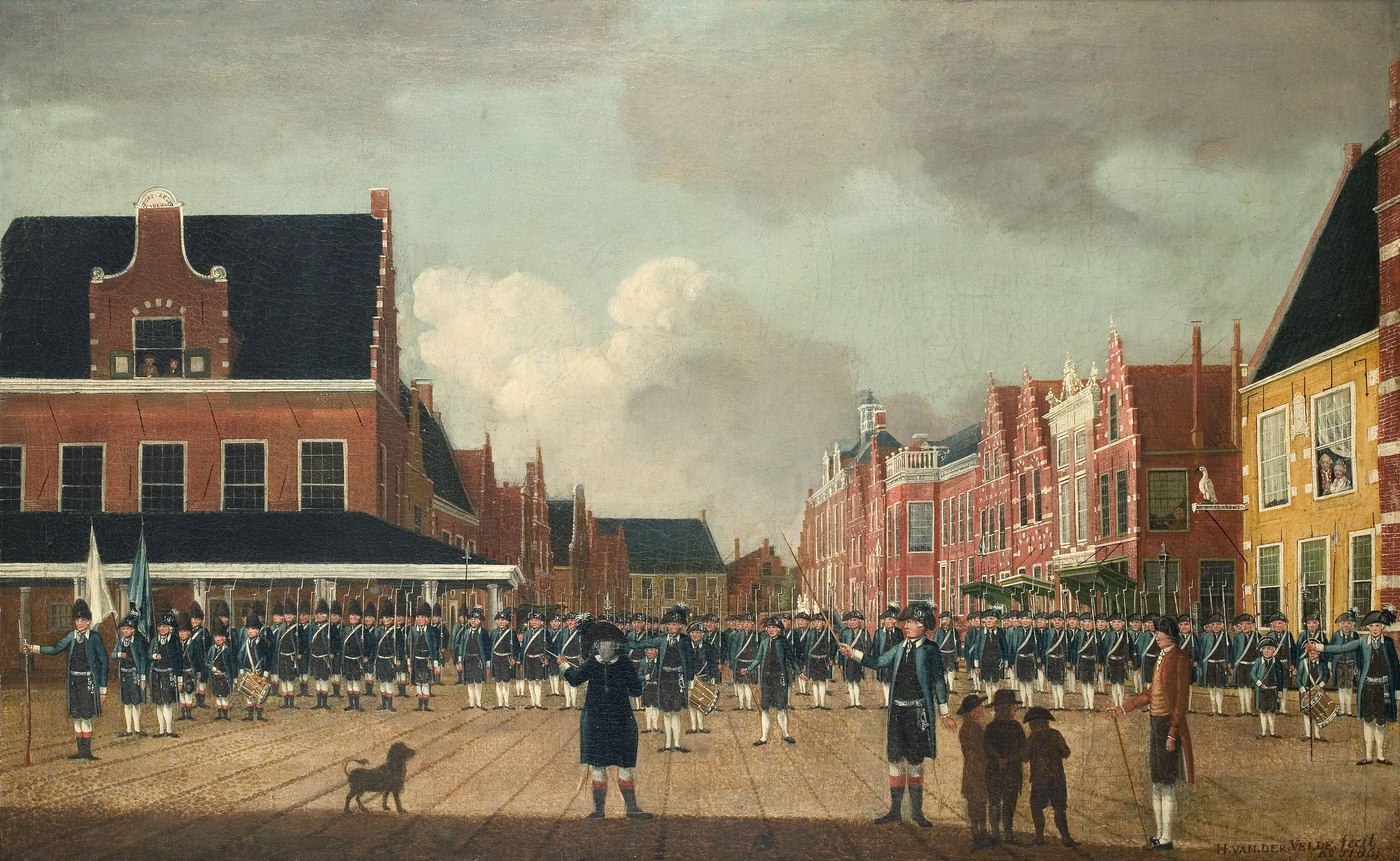
Übung eines Freicorps in Sneek von Hermanus van der Velde (1786)

Der Zustand der niederländischen Kriegsflotte war rückständig und so entschied sich der Seekrieg gegen das Königreich Großbritannien in kürzester Zeit. Die Folgen des Vertrages von Paris im Jahr 1784 waren für Amsterdam verheerend, denn Großbritannien konnte nun niederländische Besitzungen an der Ostküste Indiens beanspruchen. Die Vereinigte Ostindische Handelskompanie brach aufgrund der Handelsbestimmungen des Pariser Vertrages zusammen. Da die Vereinigten Niederlande sogar der freien Fahrt britischer Schiffe durch alle von der Republik beherrschten Gebiete zustimmen musste, versiegten die Quellen der niederländischen Wirtschaftsmacht; die weltweite Schifffahrt und der Handel mit den Kolonialreichen in der Neuen Welt und Asien. Der wirtschaftliche Niedergang zementierte endgültig die innenpolitischen Spannungen und brachte neben Erbstatthalter und Regenten schließlich eine dritte politische Bewegung hervor; die der sogenannten Patriotten.

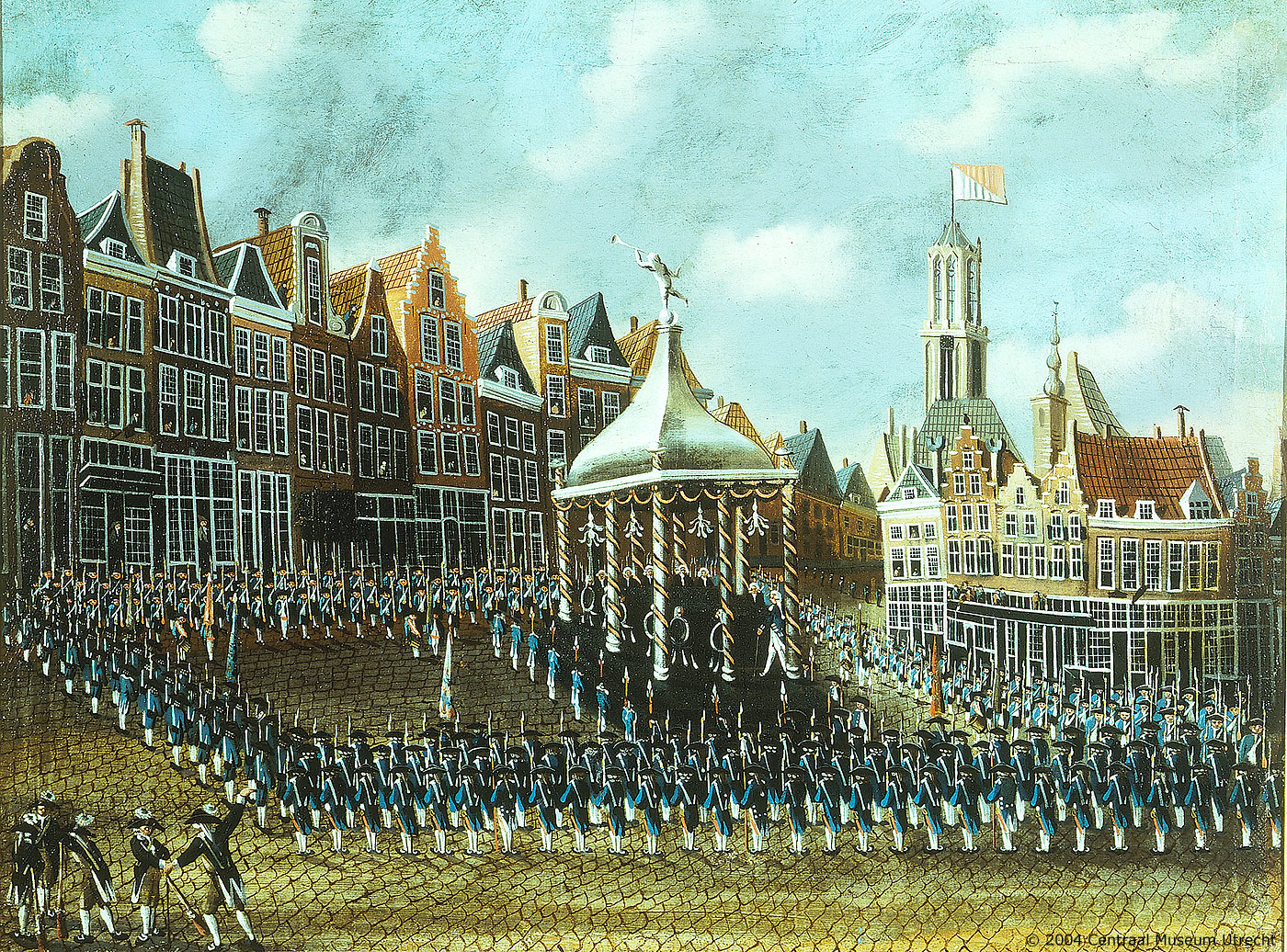
Freiwilligenheer der Patriotten in Utrecht am 12. Oktober 1786

#### Bewegung der Patriotten
Die Bewegung der Patriotten ist um 1781, während des Englisch-Niederländischen Krieges und des Amerikanischen Unabhängigkeitskrieges entstanden. Von großer Bedeutung waren die vorherrschenden Ideen, die ausgeschlossenen Bürger in die Verwaltung und Politik einzubeziehen. Die Patriotten forderten zum einen vom Erbstatthalter Einschränkungen seiner de facto monarchischen Vorrechte und zum anderen von den Regentenfamilien mehr Mitspracherechte im Sinne einer repräsentativen Demokratie. Die Erbitterung über die wirtschaftlichen Folgen des Vierten Englisch-Niederländischen Krieges sorgte dafür, dass die Patriottenbewegung sich mehr den Vereinigten Staaten und Frankreich als Großbritannien annäherte. Mit französischer Hilfe sollte der britische Einfluss zurückgedrängt werden. Dies bedeutete jedoch auch, den Erbstatthalter, Wilhelm V., der von den Briten unterstützt wurde, abzusetzen. Es begann sich somit abzuzeichnen, dass die Entscheidung über den Erhalt des Erbstatthalteramtes einen Bürgerkrieg in den Niederlanden auslösen konnte. Drei der sieben Provinzen waren orangistisch, Friesland, Zeeland und Gelderland; drei patriottisch, Groningen, Holland und Overijssel, und um die Provinz Utrecht wurde gestritten.

### Entwicklung zur Bürgerkriegsgefahr

#### Militärischer Zusammenstoß

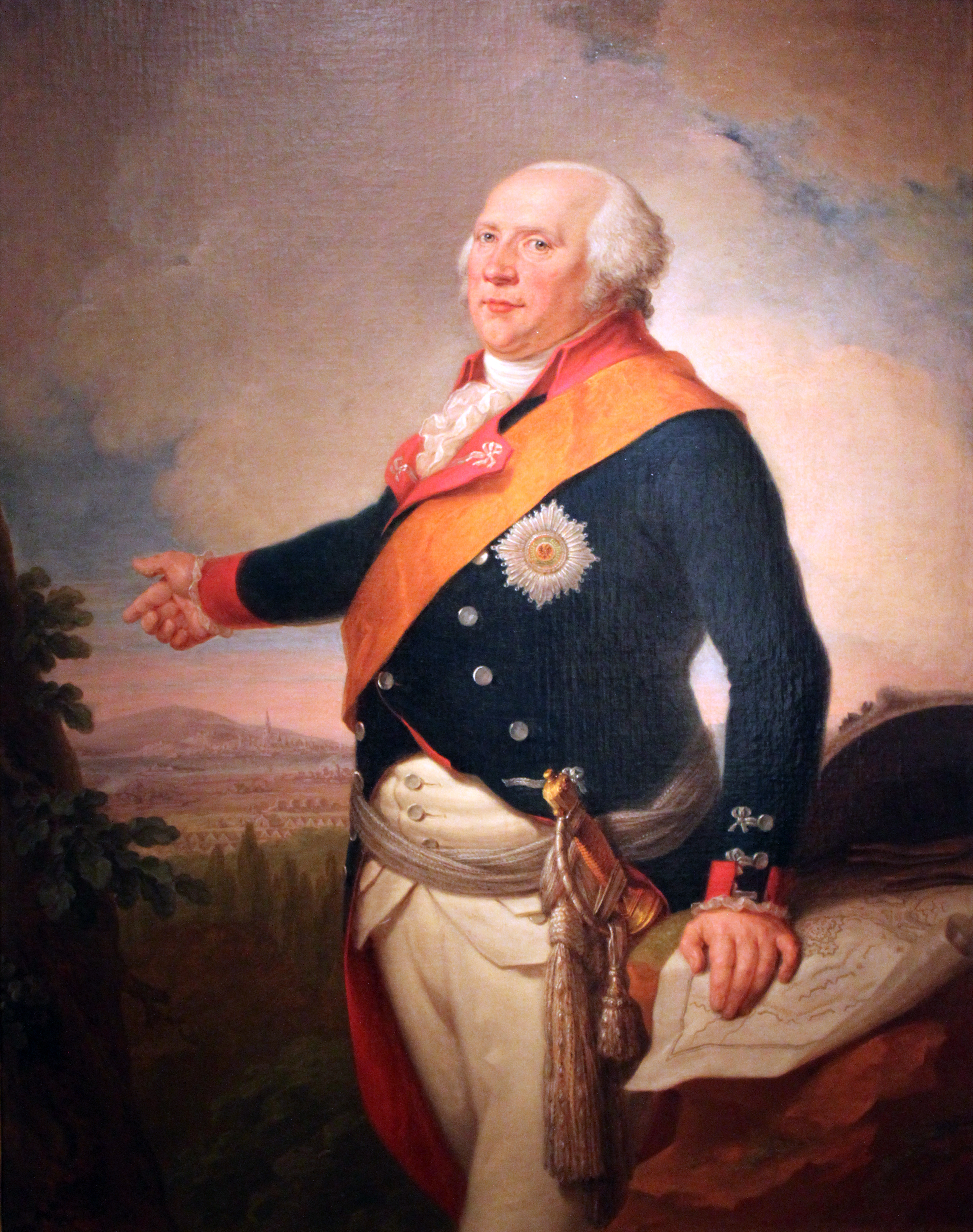
König Friedrich Wilhelm II. von Preußen

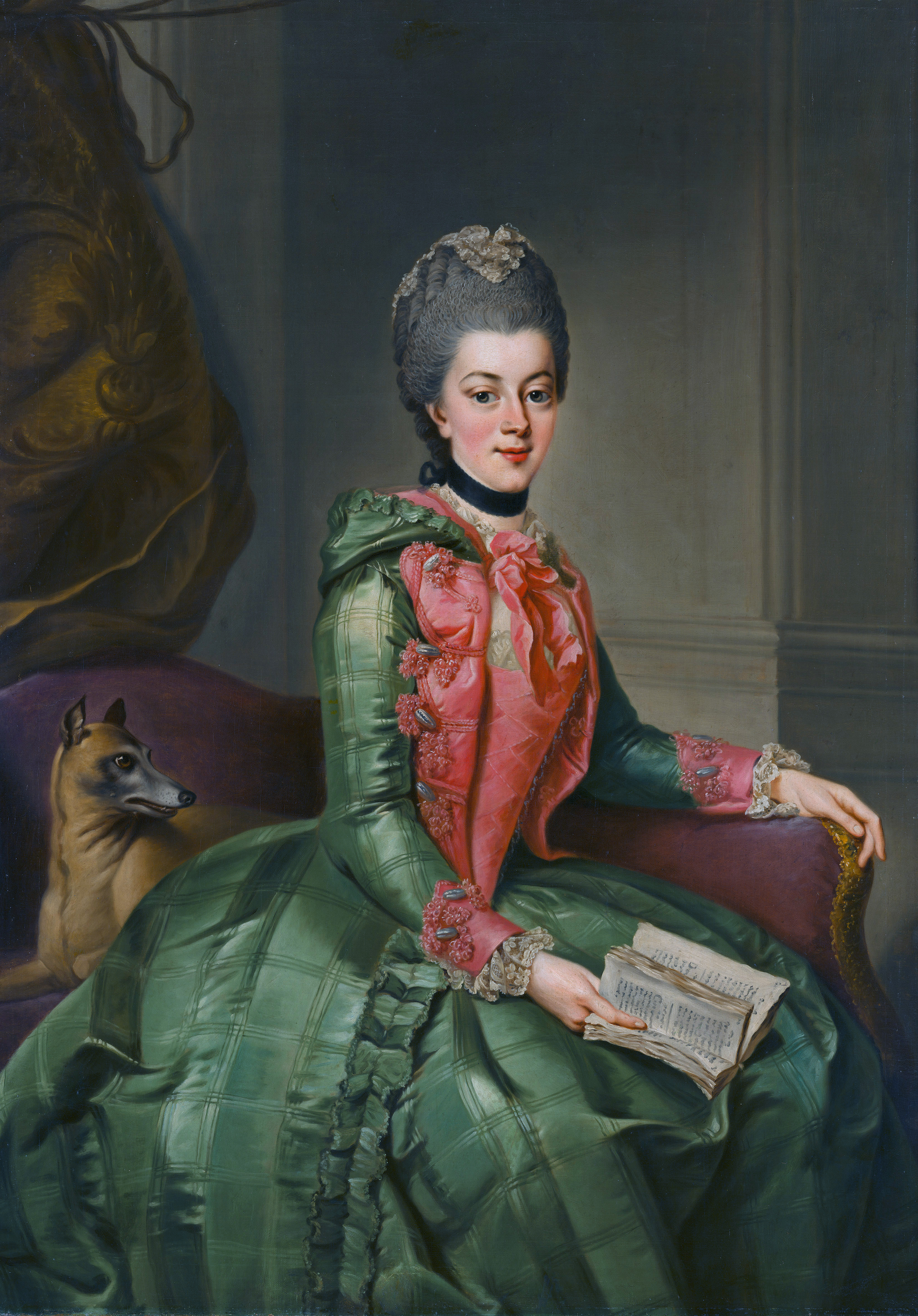
Wilhelmine von Preußen

In September 1785 entzogen die Staaten von Holland und Westfriesland dem Erbstatthalter seine Kommandogewalt über die Garnison von Den Haag. Aufgrund einer treuen Gefolgschaft und dank britischer Hilfszahlungen konnte Wilhelm V. dennoch eine beachtliche Privatarmee aufstellen. Aber von den Patriotten kontrollierte Städte wie Dordrecht, Deventer und Utrecht  organisierten mit Freiwilligen den Aufbau einer Nationalarmee. Obwohl die Truppen Wilhelms V. sich bei Kämpfen um Elburg und Hattem durchsetzen konnten, war die Gesamtsituation noch keineswegs entschieden. 1786 wurde Wilhelm V. als Kapitän-General von Holland und Erbstatthalter abgesetzt und ersetzt von Rheingraf von Salm. Wollte Wilhelm V. seine Position also wiedererlangen, war er auf die militärische Unterstützung seines Schwagers, König Friedrich Wilhelm II. von Preußen, angewiesen. Wilhelms Gemahlin Wilhelmine war die Schwester des preußischen Königs. So schrieb sie am 6. Februar 1787 in Nimwegen, dass sie eine Abdankung einer Kompromisslösung vorziehe:

„Wenn wir nicht ehrenvoll nach Den Haag zurückkehren können, ist es besser, dass wir uns gänzlich zurückziehen.“

#### Preußisch-Französische Verhandlungen
Trotz der offensichtlichen Schwäche Frankreichs hielt Friedrich Wilhelm II. an seiner Vermittlerrolle fest. Der König folgte hier den Ratschlägen, die ihm sein Minister Karl Wilhelm von Finckenstein und sein Onkel Heinrich von Preußen gaben. Nur der Kriegsminister Ewald Friedrich von Hertzberg empfahl dem Monarchen eine Intervention. Hertzberg teilte Wilhelmine brieflich mit, dass der preußische König ihr empfehle, auf Rechte des Erbstatthalteramtes zu verzichten. Dieser Kompromiss könne dann dazu beitragen, dass ihr Amt fortbestehen könne. Um dieses Ziel zu erreichen, würden, so die Strategie Friedrich Wilhelms II., unter gemeinsamer französischer und preußischer Vermittlung die Verhandlungen mit jeder einzelnen Provinz der Republik erfolgen. Allerdings verweigerte noch im Mai 1787 die Provinz Holland eine französisch-preußische Vermittlung. Das bisherige Konzept der preußischen Regierung war damit vorerst gescheitert.

#### Staatsstreichvorbereitungen
Da das französische Königreich wegen seiner finanziellen Lage keine Armee einsetzen wollte, bereiteten die Anhänger Wilhelms V. einen Staatsstreich vor. Zu diesem Zweck bat Wilhelmine den preußischen König, wenn auch erfolglos, um die Ausleihung von Kriegsgerät aus der Festung Wesel. Friedrich Wilhelm II. erklärte dies noch immer aus Rücksicht auf Frankreich für undurchführbar. Um trotzdem noch einen großen pro-oranischen Aufstand in Den Haag zu provozieren, verkündeten Flugschriften und Zeitungen im Juni 1787, dass Wilhelm V. mit 9 bis 10.000 Soldaten zurückkehre, um sein Erbstatthalteramt wiederherzustellen.  Aber zu einem Marsch Wilhelms V. auf Den Haag sollte es nicht mehr kommen.

### Der Weg zur preußischen Intervention

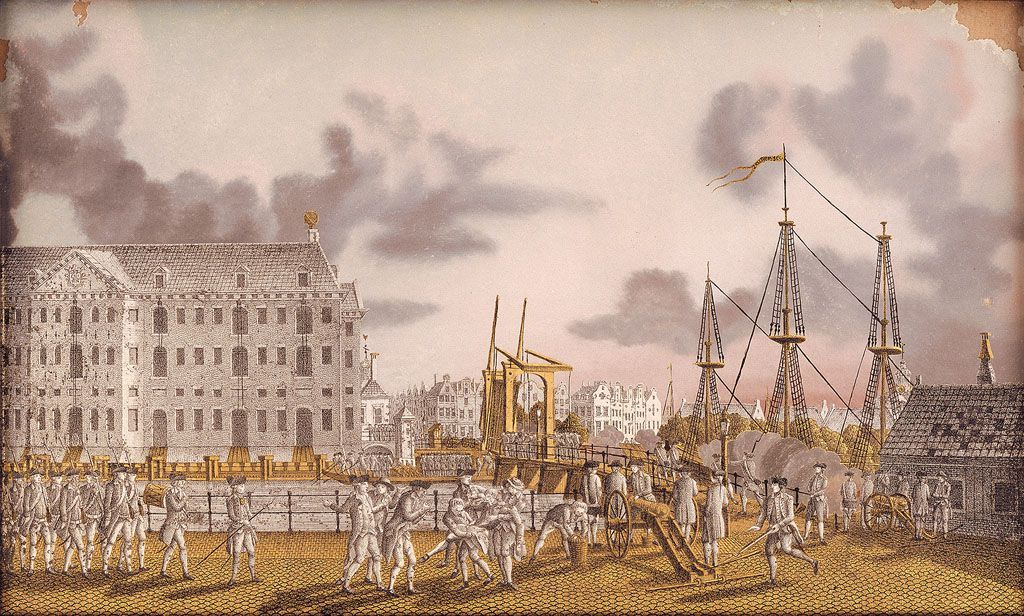
Gefecht zwischen Patriotten und Orangisten an der Kattenburger Brücke in Amsterdam, 30. Mai 1787

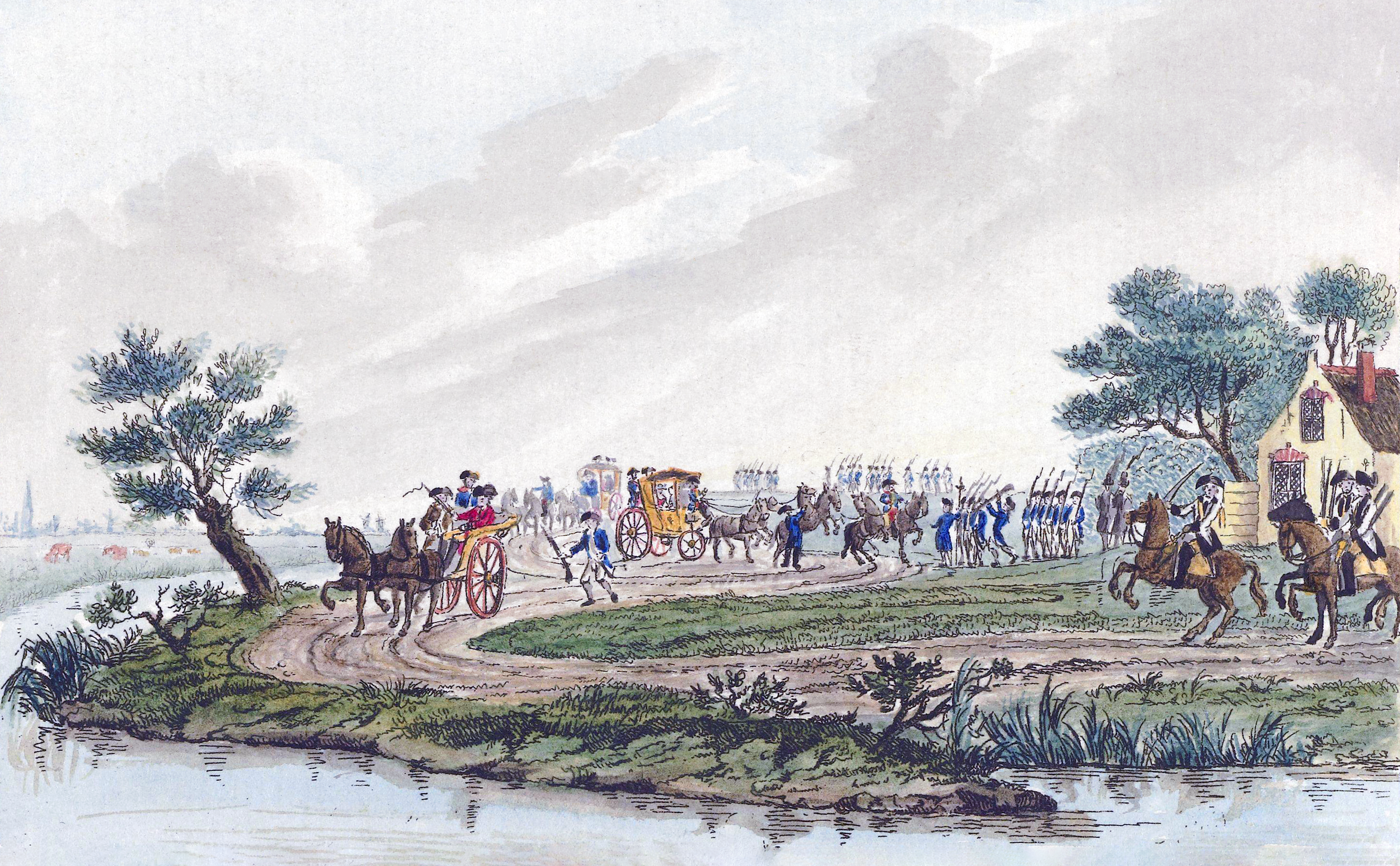
Erzwungener Halt der Reisekutsche von Prinzessin Wilhelmina an der Vlist am 28. Juni 1787

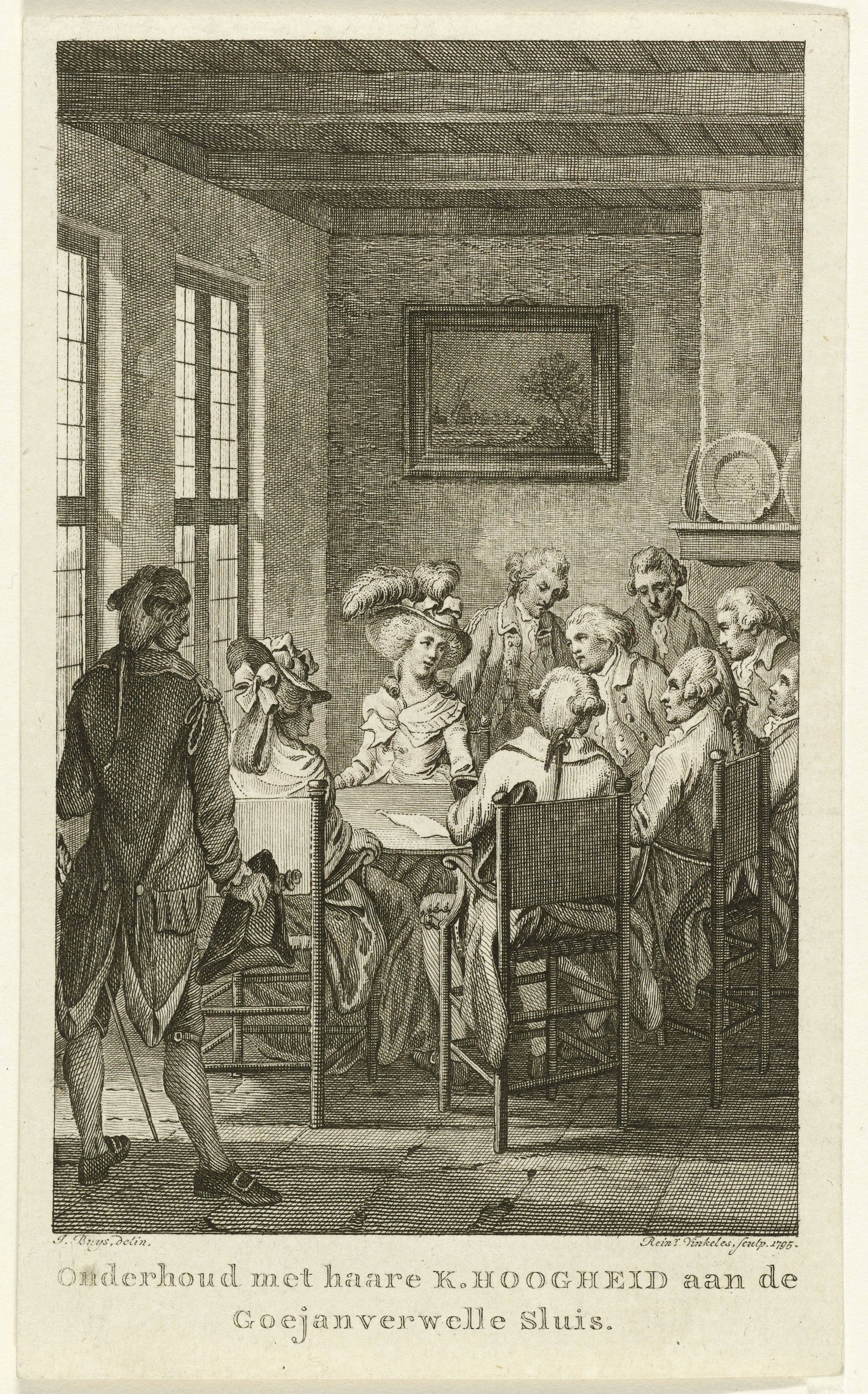
Verhandlungen zwischen Prinzessin Wilhelmina und der Verteidigungskommission am selben Abend in Goejanverwellesluis von Reinier Vinkeles.

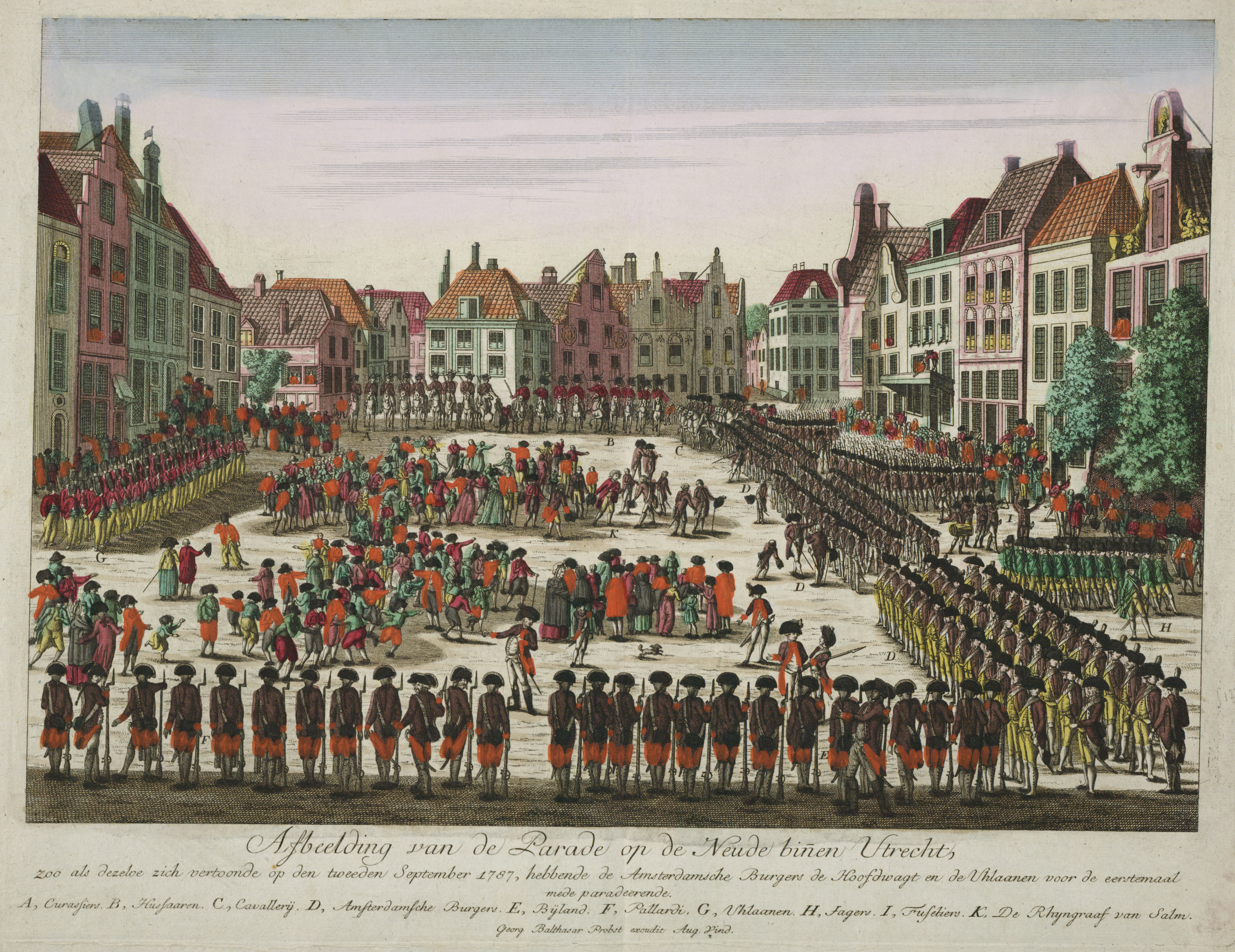
Parade der Freicorps und Auxiliartruppen in Utrecht am 2. September 1787. Darstellung von Reinier Vinkeles und Georg Balthasar Probst des Rheingrafen von Salm als Oberbefehlshaber in der Mitte (K)

#### Reise und Wartezeit Wilhelmines
Um den Bürgerkrieg zu verhindern, plante Wilhelmine von Preußen einen Schachzug, der den preußischen König doch noch zur militärischen Intervention zwingen sollte. Am 26. Juni 1787 wollte Wilhelmine provokativ von Nijmegen nach Den Haag reisen. Truppen sollten die Kutschen dabei nicht sichern. Nach zwei Dritteln der Strecke wurden die Wagen an der Grenze von Holland bemerkt und nach dem Übersetzen mit der Fähre über den Lek bei Schoonhoven an der Vlist, einem kleinen Fluss, angehalten. Die Insassen wurden durch ein Patriotten-Freikorps aus Gouda nach Goejanverwellesluis geführt und zum Warten aufgefordert. Diese „Festnahme“, die real keine war, da die Prinzessin ja nur die Entscheidung der Staaten von Holland und Westfriesland über ihre Weiterreise abwarten sollte, um dann ihre Fahrt fortsetzen zu können, schilderte sie Friedrich Wilhelm II. als „Inhaftierung“ mit „unwürdiger Behandlung“. In Wahrheit wurde Wilhelmine für die Nacht in Schoonhoven untergebracht und standesgemäß behandelt; eine Genehmigung zur Weiterfahrt nach Den Haag erhielt sie nicht. Am 29. kehrte die Prinzessin über Leerdam nach Nimwegen zurück und berichtete ihrem Bruder über das Ereignis. Sie forderte als Genugtuung, dass alle Freikorps entmachtet und die alten Verhältnisse wiederhergestellt würden.

#### Reaktion der preußischen Regierung
Aufgrund der Reisedauer der Eilboten wird Friedrich Wilhelm II. vermutlich am 30. Juni 1787 über den Vorgang von Wilhelmines Arretierung informiert gewesen sein. Dies verschaffte seiner Regierung genügend Zeit, um die Konsequenzen eines außenpolitischen Kurswechsels und der militärischen Option zu kalkulieren. Dennoch galt eine bewaffnete Intervention im Rechtsverständnis der Zeit als „ultima ratio“ bzw. als „äußerstes Mittel“. Der König musste einen militärischen Eingriff also auch rechtsphilosophisch begründen können. Er tat dies, indem er die verhinderte Reise und Arretierung seiner Schwester als eine Ehrverletzung der gesamten Hohenzollern-Dynastie darstellte. Die Unantastbarkeit des Königshauses war somit in Frage gestellt worden und konnte einen Feldzug rechtfertigen, wenn die Provinz Holland eine Entschädigung verweigern sollte. Bereits am 3. Juli 1787 ließ der König Truppen im preußischen Herzogtum Kleve zusammenziehen, das im Osten direkt an die niederländische Provinz Geldern angrenzte. Um aber einen Krieg mit Frankreich zu verhindern, testete Berlin zunächst noch am Verhandlungstisch, wie stark das Bündnis zwischen Paris und Den Haag im Angesicht der militärischen Bedrohung tatsächlich noch war. Sollten Frankreich tatsächlich die wirtschaftlichen Mittel fehlen, Truppen in die Niederlande zu entsenden, konnte die preußische Regierung mit einem schnellen militärischen Erfolg rechnen. Da die Patriotten von Friedrich Wilhelm II. nicht als legitime Regierungsgewalt anerkannt wurden, hätte nicht einmal eine Kriegserklärung ausgesprochen werden müssen.

#### Annäherung zwischen Preußen und Großbritannien
Die außenpolitischen Rahmenbedingungen verschoben sich noch weiter zu Gunsten Preußens: Nachdem er Gespräche mit der Londoner Regierung geführt hatte, verfasste der preußische Diplomat Girolamo Lucchesini am 3. Juli 1787 einen Brief, der Friedrich Wilhelm II. mitteilte, dass England bereit sei, Preußen militärisch gegen Frankreich zu unterstützen. Der britische Außenminister ließ Lucchesini wissen, dass König Georg III. von Großbritannien und Irland es befürworte, wenn der preußische König sich Vergeltung verschaffen wolle. Am 8. Juli 1787 verließen mindestens 40 voll ausgerüstete Kriegsschiffe die britischen Häfen, um eine militärische Aktion Preußens über den Seeweg zu decken. Zudem sollte Frankreich von den preußischen Truppenbewegungen in Kleve abgelenkt werden. Gegenüber Versailles erklärte London, dass es sich lediglich um eine harmlose „Flottenübung“ handele.

#### Konflikt um die Entschädigungsforderung
Auch Preußen startete gegenüber Frankreich ein Täuschungsmanöver: Zum Schein gab Friedrich Wilhelm II. vor, Verhandlungen mit Frankreich fortsetzen zu wollen. Sein Ziel sei immer noch eine gewaltlose preußisch-französische Vermittlung in den Niederlanden. In Wahrheit stellte die preußische Diplomatie jedoch unerfüllbare Schadensersatzforderungen, die Vorbedingung für eine gemeinsame Vermittlung sein sollten. Zwar drohte Ludwig XVI., 10.000 bis 12.000 Soldaten in Givet zusammenziehen, doch derartige Vorbereitungen konnten nicht beobachtet werden. Seine anhaltende Finanznot machte es Frankreich auch weiterhin unmöglich, eine Invasion der Niederlande durchzuführen. Allerdings wurden immer mehr Söldner (unter anderem aus Friesland) und drei französische Ingenieure nach Utrecht geschleust, um dort die Festungswerke auszubauen und den Widerstand vorzubereiten. Frankreichs Ziel war es, mit einem Wechsel an Bündnisangeboten und bitteren Drohungen, Preußen so lange zu beschäftigen, bis Frankreich wieder die Mittel habe, um die Patriotten durch einen Feldzug zu unterstützen. Die französische Strategie wurde am preußischen Hof allerdings durchschaut, weshalb das höfische Umfeld den preußischen König bat, einen Einmarsch noch im September 1787 beginnen zu dürfen. Da noch immer nicht formuliert war, wie die Entschädigung aussehen sollte, bat der König seine Schwester ihm mitzuteilen, was sie verlange. Wilhelmine forderte die Entfernung französischer Hintermänner aus den Niederlanden, die Entmachtung und Entwaffnung der Patriotten sowie die Wiedereinsetzung Wilhelms V. als Erbstatthalter. Darüber hinaus wünschte sie, mit preußischer Unterstützung auch nach der Rückkehr Wilhelms als Ehefrau Einfluss auf das Amt des Erbstatthalters ausüben zu können.

## Einmarsch

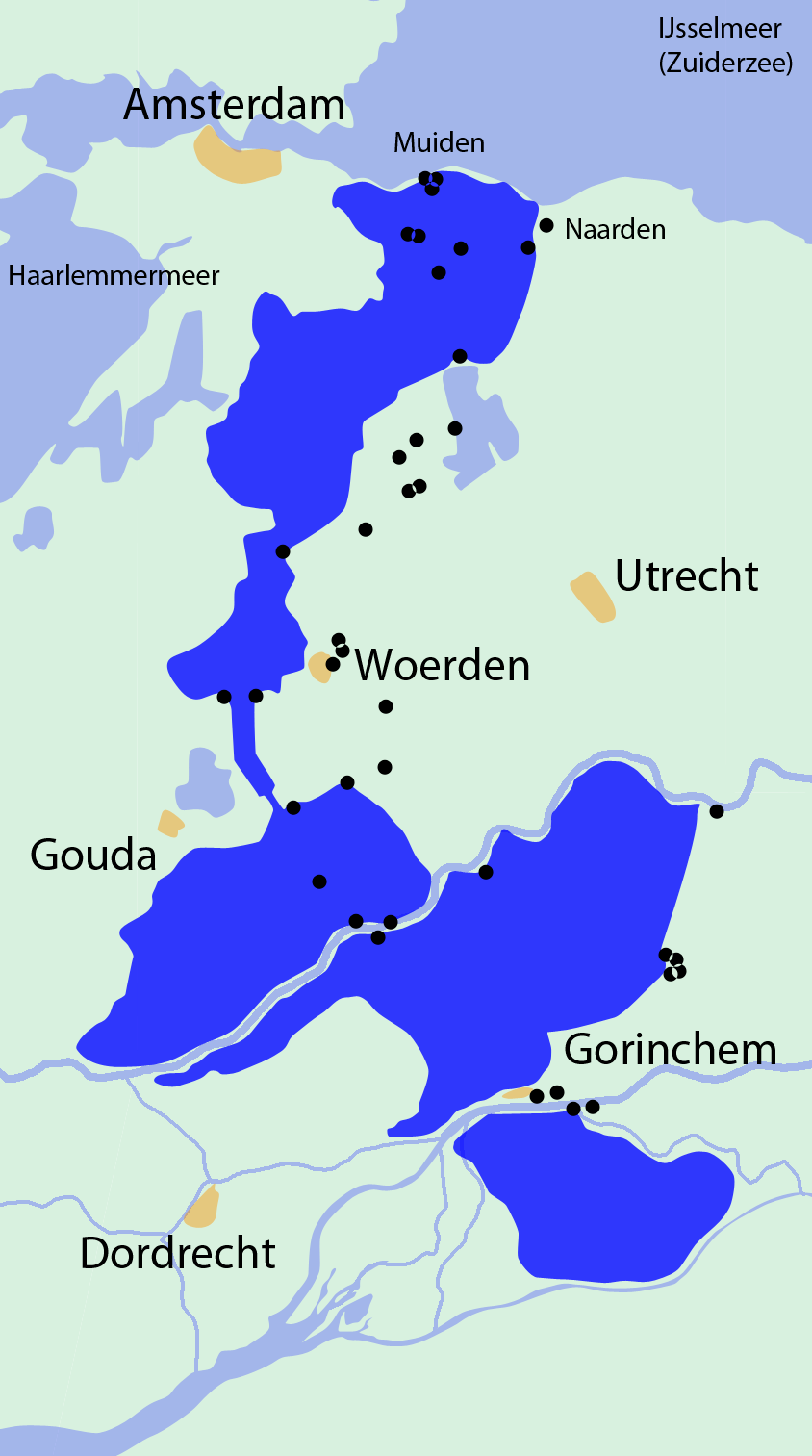
Holländische Wasserlinie um 1672

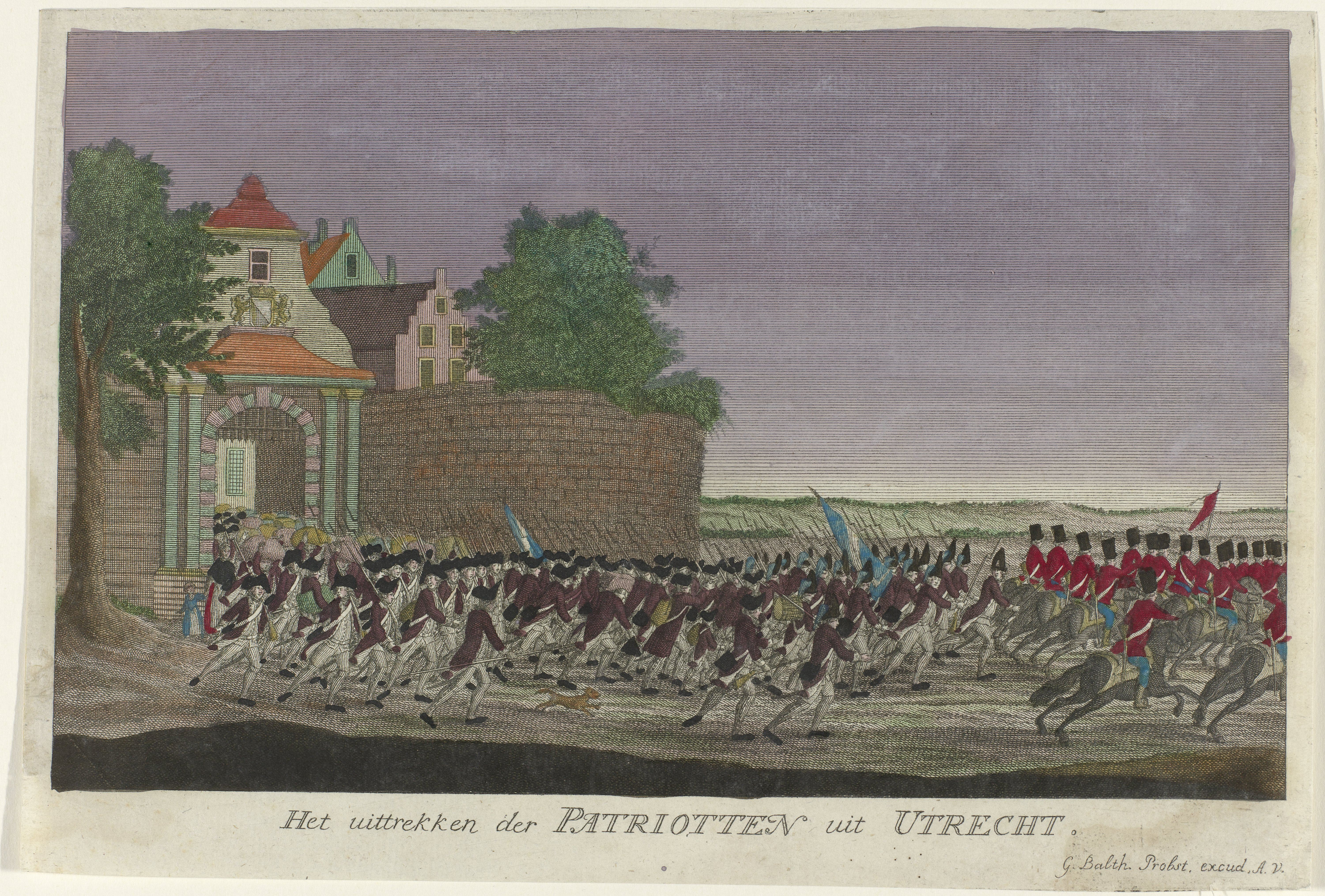
Truppen der Patriotten verlassen Utrecht in der Nacht, September 1787

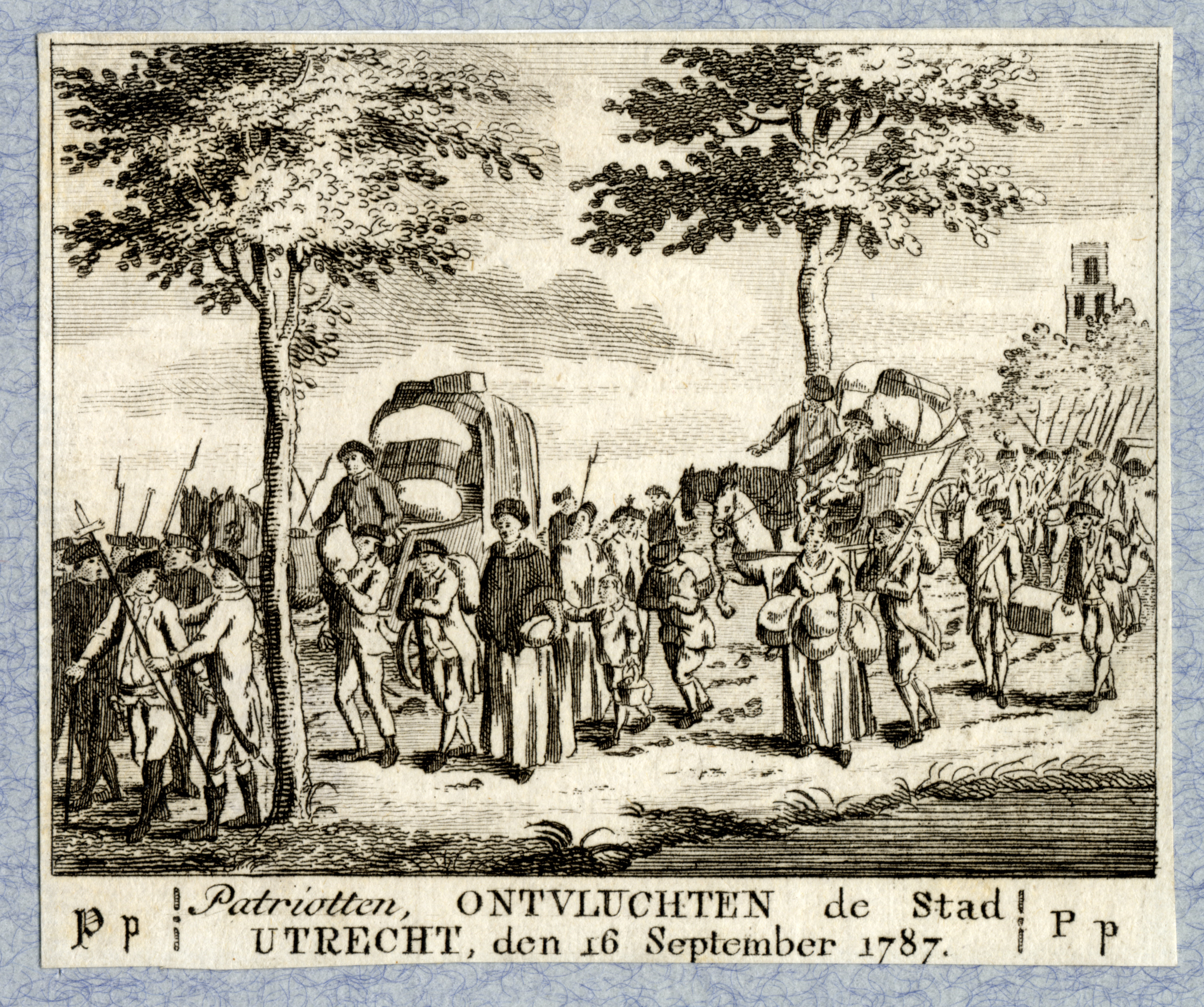
Flucht von Patriotten und Militär aus Utrecht am 16. September 1787

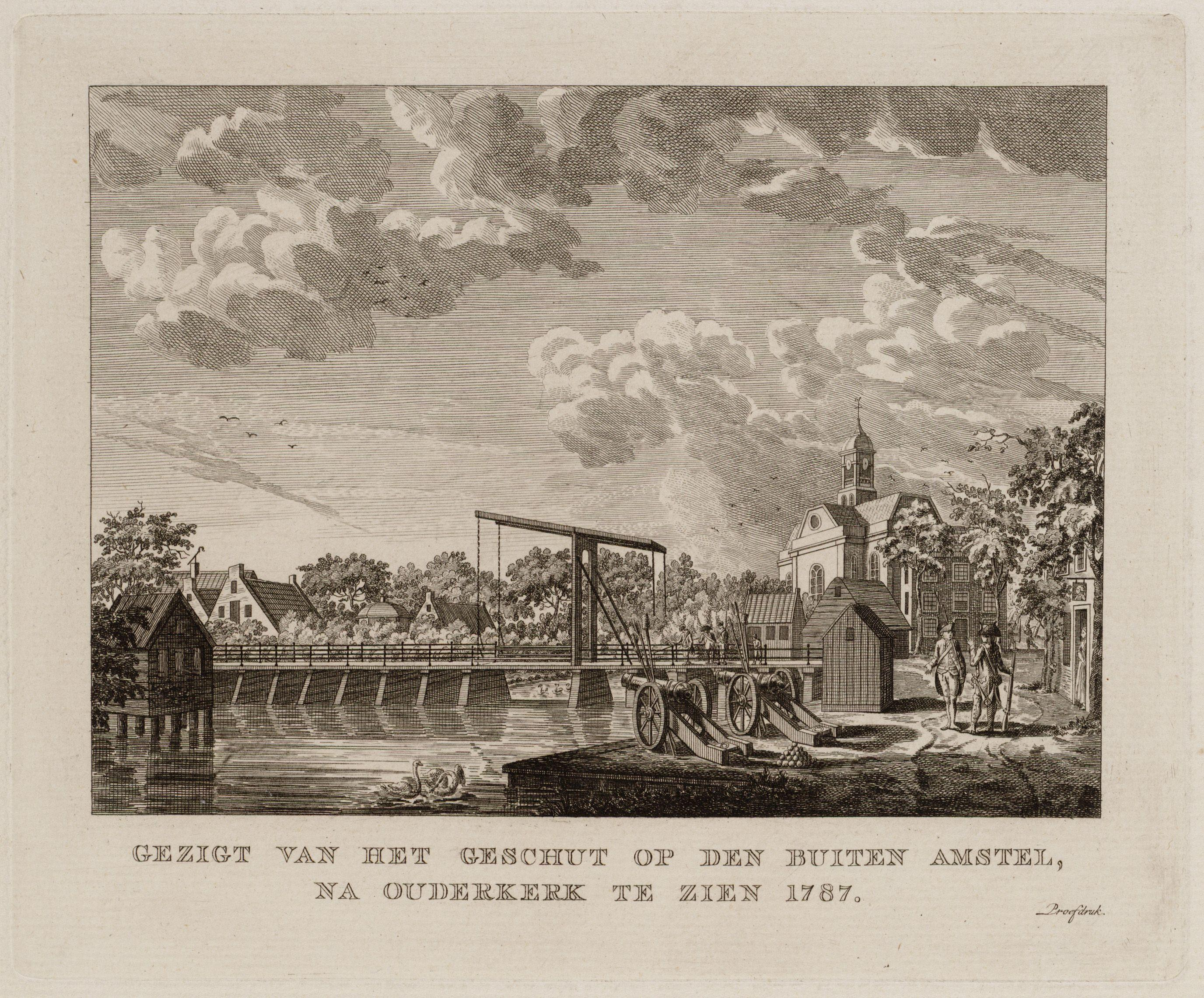
Blick auf die Artillerie bei Ouderkerk aan de Amstel 1787

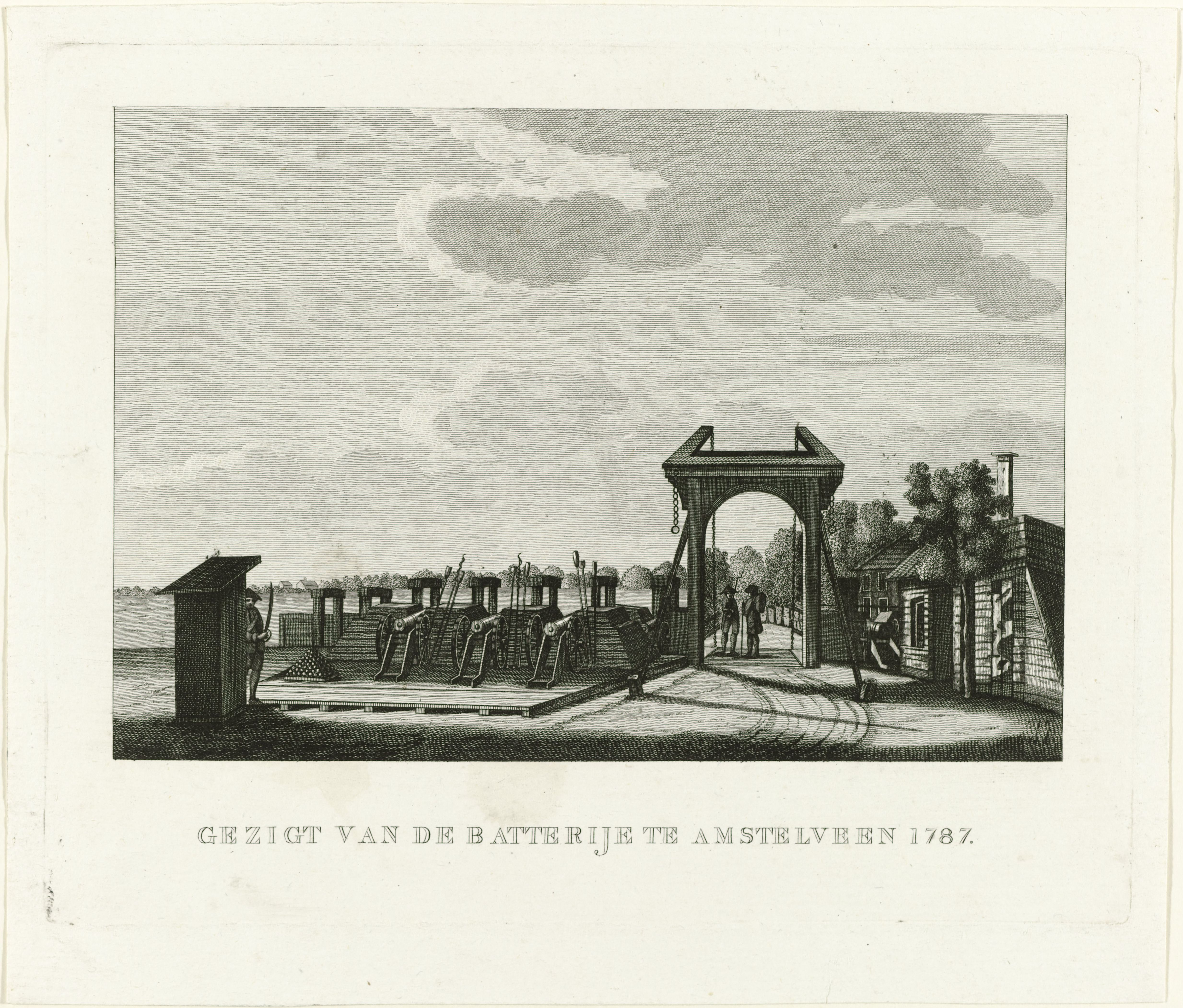
Batterie zu Amstelveen, 1787

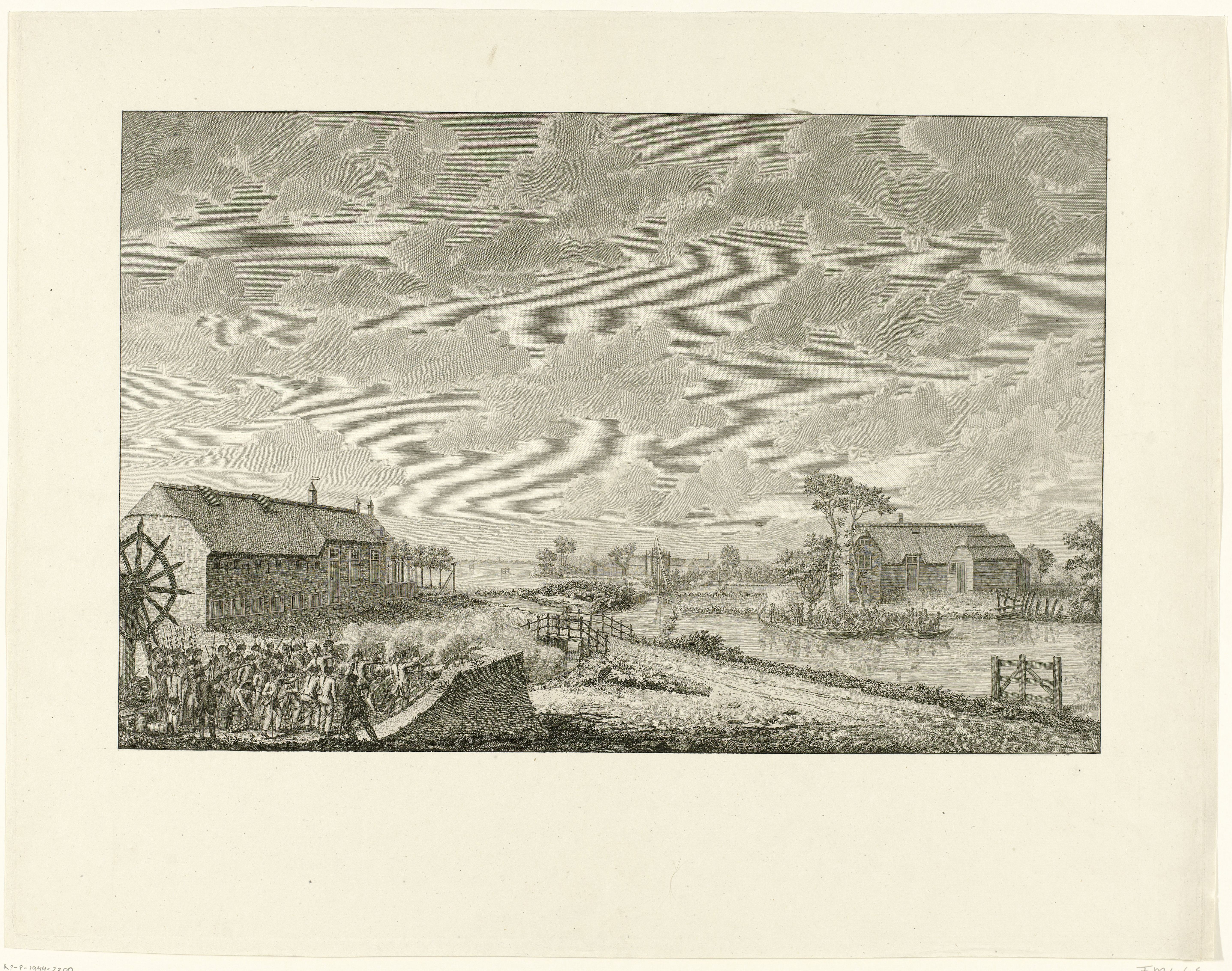
Überfall auf die Duivendrechtse Brücke,1. Oktober 1787

### Beginn des Vormarsches
Friedrich Wilhelm von Thulemeyer forderte im Namen Friedrich Wilhelms II. in einem an die Provinz Holland gerichteten Ultimatum die Erfüllung von Wilhelmines Forderungen bis zum 12. September 1787. Als Holland die Genugtuung verweigerte, ließ Friedrich Wilhelm am 13. September 1787 eine 18.000 oder 19.000 Mann starke preußische Armee unter Herzog Karl Wilhelm Ferdinand von Braunschweig bei Kleve in die Niederlande einmarschieren. Ihn unterstützten Friedrich Albrecht Carl Hermann von Wylich und Lottum, Friedrich Gisbert Wilhelm von Romberg, Alexander von Knobelsdorff und Friedrich Wilhelm von Gaudi. Der König selbst nahm nicht am Feldzug teil; es war aber klar, dass dieser auf seinen Befehl hin stattfand.  Bereits am 14. oder 15. September 1787 erreichten preußische Truppen unter Friedrich Adolf von Kalckreuth Amersfoort und Hilversum. 
Um Mitternacht vom 15. auf den 16. September räumte Johann Friedrich von Salm-Grumbach, der auf Seiten der Holländer streitende Rheingraf, die Stadt Utrecht eilig und kampflos. Die Bitten der örtlichen Verwaltungen blieben erfolglos. Es blieb ihnen nichts anderes übrig, als nach Amsterdam zu fliehen. Ein Teil seiner Truppen zog die Utrechtse Vecht entlang nach Vreeland, Weesp und Naarden. Er selbst zog Richtung Amstelland (Abcoude, Uithoorn oder Ouderkerk aan de Amstel). Eine Einquartierung von Soldaten wurde ihm nicht gestattet. Ab dem 18. spielte Salm militärisch keine entscheidende Rolle mehr und verschwand.
Wilhelm V. kehrte am 20. September nach Den Haag zurück, nachdem am 18. seine Macht als Erbstatthalter und Kapitän-General wiederherstellt worden war.
Der Herzog hatte mittlerweile beschlossen, das stark verteidigte Utrecht zu umgehen und sich direkt auf Holland zu konzentrieren. Er bereitete eine Landung in Amsterdam vor. Das Wetter war sehr regnerisch, der Truppentransport war mühsam, die Logistik schwierig. Die Soldaten mussten sich über schmale Deiche nähern, die die Patriotten mit ihrem Kanonenfeuer bestreichen konnten. Einige Polder in der Umgebung wurden geflutet, um alle Zugänge zu Amsterdam zu kontrollieren. Je weiter die preußischen Soldaten vordrangen, desto weniger unterstützte der französische Hof die Patriotten; die Hilfe blieb aus. Daraufhin brach deren Widerstand weitgehend zusammen.

### Einnahme Amsterdams

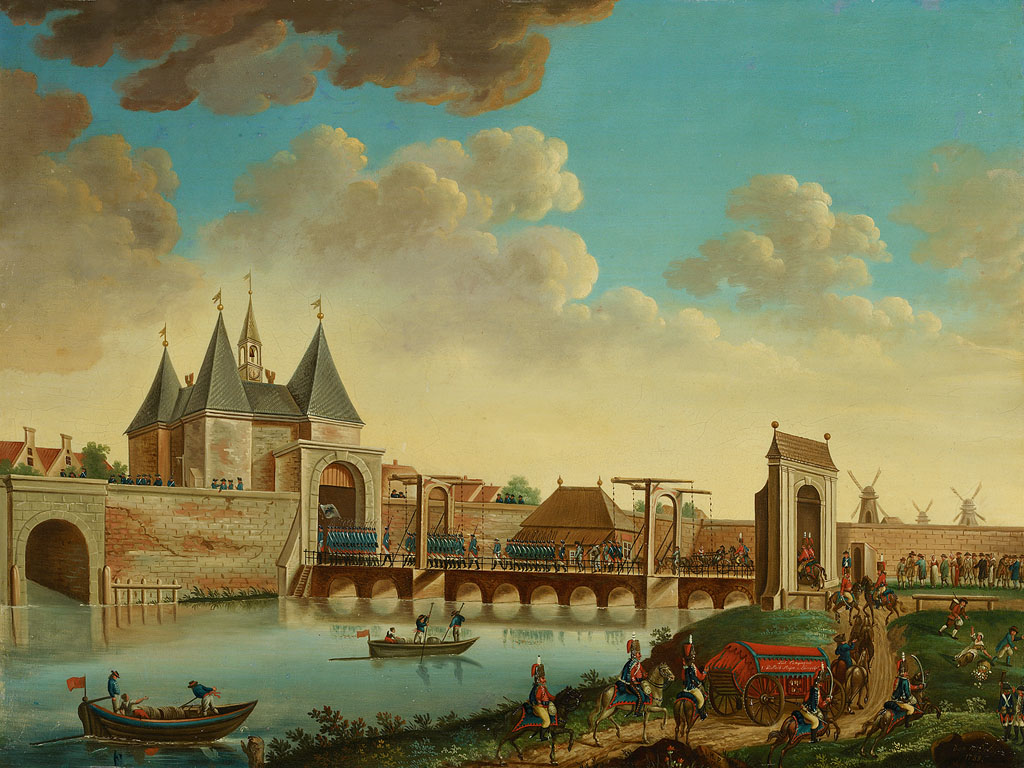
Einzug der preußischen Truppen am 10. Oktober 1787 in Amsterdam (am Tor unweit Leidseplein)

Am 30. September beendeten die Preußen den Waffenstillstand, griffen Weesp an und bombardierten den Ort. Herzog Karl Wilhelm Ferdinand von Braunschweig verwarf den Plan, Amsterdam mit Artillerie zu beschießen. Stattdessen setzte er auf einen Überraschungsangriff. Am 1. Oktober gelang es einer preußischen Einheit von Westen her, über das Haarlemmermeer an Aalsmeer vorbei, mit Booten die Posten bei Amstelveen und Halfweg zu umfahren und von dort die Verteidigung aufzurollen. Bald wurde Amsterdam von drei Seiten bedroht, von Diemen, von Abcoude und von Halfweg. An mehreren Brücken kam es zu Gefechten. Am 2. Oktober wurde in Leimuiden ein neuer Waffenstillstand zu den gleichen Bedingungen wie der vorherige geschlossen. Die Verhandlungen in Den Haag zogen sich jedoch unnötig in die Länge, so dass der Herzog Karl Wilhelm Ferdinand von Braunschweig den Waffenstillstand am 7. Oktober erneut aufkündigte. Der Stadt wurde klargemacht, dass sie alle Forderungen des Siegers, einschließlich einer Genugtuung für die Prinzessin, zu erfüllen habe. In die mächtigste Handelsmetropole und einwohnerreichste Stadt der Republik hatten sich viele der führenden Patriotten geflüchtet. Der Herzog von Braunschweig gab der Stadtregierung bis 18 Uhr Zeit, sich den Forderungen Wilhelmines zu unterwerfen und seinen Truppen Einlass zu gewähren. Auch der preußische Kriegsminister Hertzberg bestand brieflich auf einer militärischen Einnahme Amsterdams:

„Um die Ruhe im Staat zu sichern, darf man der Hydra keinen Kopf lassen“

Am 9. Oktober 1787 unterzeichneten Vertreter der Stadtregierung am Schiffsüberzug (niederländisch: overtoom) vor Amsterdam. Am nächsten Tag zogen die Preußen in die Stadt ein. Die Stadt musste alle Kosten der Besatzung tragen.

### Verfolgung der Patriotten
Wilhelm V. konnte nach Den Haag zurückkehren und seine Macht als Erbstatthalter und Kapitän-General wiederherstellen. Das preußische Militär löste die patriottischen Vereinigungen auf, entwaffnete Freikorps und setzte eine Überprüfung der politischen Gesinnung von Amtsträgern durch, wobei es auch zu kurzzeitigen Verhaftungen kam. Die führenden Köpfe der Patriotten flüchteten zuerst nach Brüssel in die Österreichischen Niederlande, die meisten nach Französisch-Flandern.

## Folgen

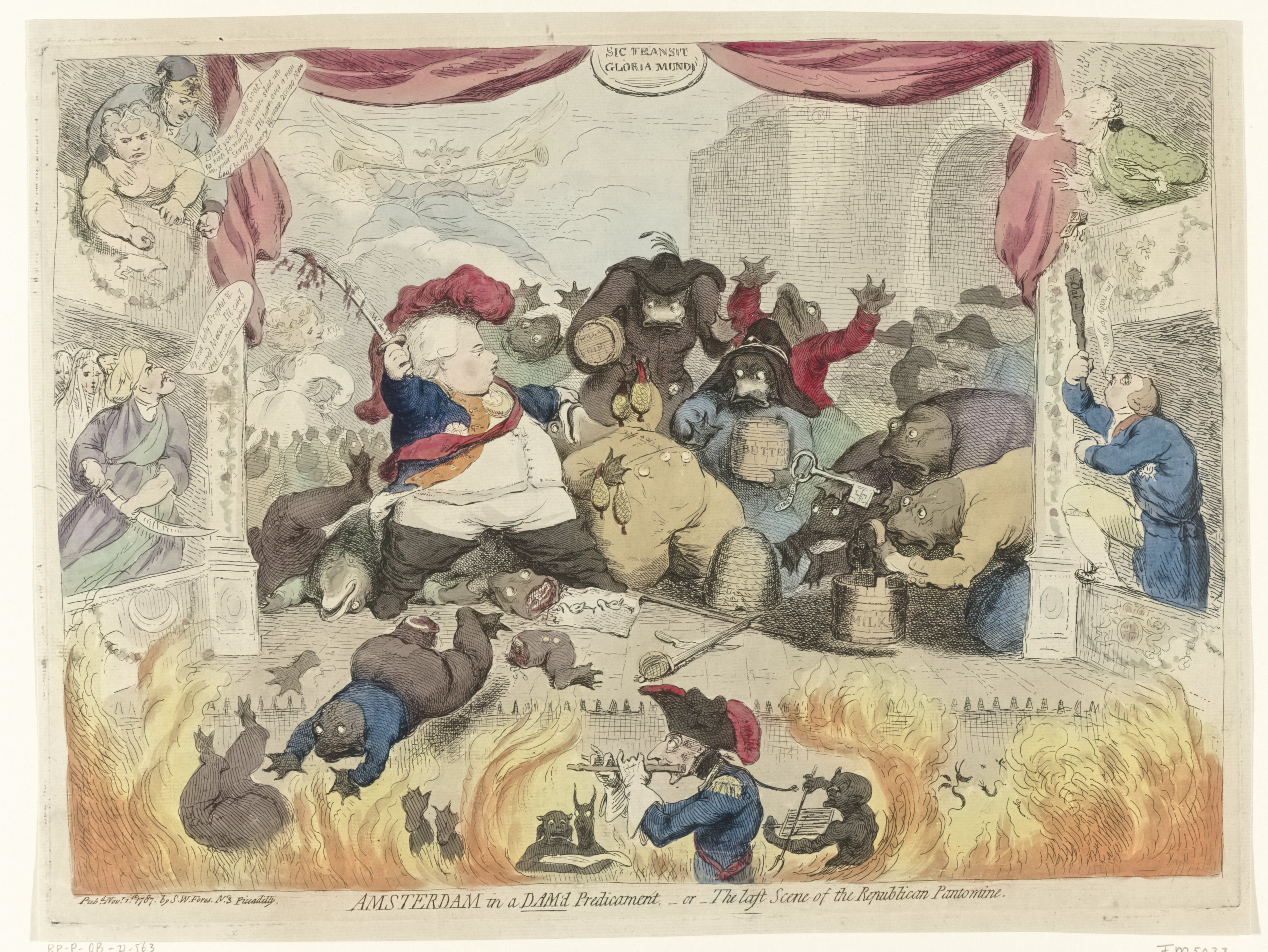
Britisches Spottbild über Panik bei den Patriotten (als Frösche dargestellt) nach Rückkehr Wilhelms V. (November 1787)

### Stationierung preußischer Truppen in den Niederlanden
Obwohl es der preußischen Regierung mit einer schnellen militärischen Intervention immerhin gelungen war, den offenen Bürgerkrieg in den Niederlanden abzuwenden, war die Situation noch immer keineswegs ausgestanden. Für Ludwig XVI. bedeutete der Fall Amsterdams eine schwere diplomatische Niederlage, die sein Ansehen beschädigte. Vor allem Hertzberg befürchtete, dass Frankreich infolge dieser Demütigung nach dem geplanten Abzug der preußischen Truppen im November 1787 die Gelegenheit ergreifen könnte, um seinerseits militärisch zu intervenieren. In diesem Falle wären alle bisherigen Erfolge gefährdet. Ein Bittbrief Wilhelmines überzeugte Friedrich Wilhelm II. schließlich, 4000 Soldaten in der Provinz Holland zu belassen. Der Herzog von Braunschweig, Karl Wilhelm Ferdinand, gab noch einmal 3000 eigene Truppen in den Sold der Republik.

### Preußische Einflussnahme
Friedrich Wilhelm II. hatte in den Niederlanden keine territoriale Vergrößerung Preußens erreicht. Er verzichtete auch auf Reparationszahlungen der Stadt Amsterdam, da Wilhelmine ihn gewarnt hatte, es würde sich nachteilig auf die „Interessen und den Ruhm des Königs“ auswirken. Die Preußen seien, so schrieb sie, als Befreier gekommen. Wenn er aber die Reparation einfordern würde, dann würde er anders betrachtet werden. Seinen militärischen Einfluss wollte Friedrich Wilhelm II. jedoch dazu nutzen, die Regentenfamilien und Beamten der Republik in seinem Sinne zu kontrollieren, was dauerhaft allerdings nicht von Erfolg gekrönt war. Noch wichtiger war Friedrich Wilhelm II., die Großmachtstellung Preußens durch ein „Bündnissystem des Norden“ abzusichern. Berlin schwebte eine Allianz zwischen Preußen, Großbritannien und den Niederlanden vor, ein diplomatisches Gegengewicht zu Frankreich und Österreich. Auf diese Weise sollte die bislang vorherrschende außenpolitische Isolierung Preußens überwunden werden. Der erste Schritt für dieses Bündnis war ein Hilfsabkommen zwischen Preußen und der Republik.

### Bündnisabkommen
Am 15. April 1788 wurde das Abkommen in Den Haag unterzeichnet. Im Falle eines Angriffes verpflichteten sich beide Mächte zu gegenseitigem militärischen Beistand. Preußen garantierte die Unabhängigkeit seines Vertragspartners. Am selben Tag schloss auch Großbritannien mit der Republik ein weiteres Hilfsabkommen ab. Am 19. April 1788 unterzeichneten Vertreter Preußens, Großbritanniens, der Versammlung der Generalstaaten und Hollands ein zusätzliches Bündnis. Darin wurde das Königreich Frankreich als gemeinsamer Feind benannt und die Summen beziffert, die an Preußen für seinen militärischen Einsatz und die Truppenstationierung noch zu zahlen waren. Ebenfalls sollte die Aufrechterhaltung des nun wiederhergestellten konservativen Regierungssystems durch die unterzeichnenden Mächte gesichert werden. Der erste Artikel legte fest, dass Preußen dem Bündnis 66 000 Soldaten zur Verfügung stellen müsse, über deren Einsatz ein Militärrat der drei Staaten entscheiden sollte. Zusätzlich sollten die Preußen im Ernstfall durch britische und niederländische Truppen unterstützt werden können. Der dritte Artikel bestimmte die Zahlungen an Preußen: Großbritannien und die Republik sollten demnach monatlich jeweils 50 000 Pfund zahlen. Für die Versorgung des einzelnen Soldaten erhielt Friedrich Wilhelm II. gemäß Artikel 5 zusätzlich 1 Pfund 12 Schilling pro Monat von jedem Bündnispartner. Damit entledigte sich der König der Versorgung von einem Drittel seiner gesamten Armee.  Die preußische Regierung plante das Bündnisnetz sogar noch um das russische Zarenreich, Schweden und Dänemark auszuweiten. Mit solch mächtigen Verbündeten glaubte Friedrich Wilhelm II. den Friedenszustand in Europa dauerhaft sichern zu können – eine Hoffnung, die sich schon wenige Jahre später als Illusion erweisen sollte.

### Zerfall der Allianz im Zuge der Französischen Revolution
Dass weder ihre Verträge noch ihre Pläne miteinander von Dauer sein sollten, konnten die drei agierenden Staaten im Jahr 1788 noch nicht vorhersehen. Nach der Invasion von Truppen der revolutionären Französischen Republik im Ersten Koalitionskrieg (1792–1797) hörte die Republik der Vereinigten Niederlande bereits 1795 auf zu existieren und mit ihr die Erbstatthalterschaft. An ihre Stelle traten die von Frankreich abhängige Batavische Republik und ab 1806 das Königreich Holland. Das von Großbritannien militärisch im Stich gelassene Preußen erklärte im Frieden von Basel Neutralität gegenüber Frankreich.